# Adolfo Tunesi
Adolfo Tunesi (ur. 27 sierpnia 1887 w Cento, zm. 29 listopada 1964 w Bolonii) – włoski gimnastyk. Medalista olimpijski ze Sztokholmu.
Zawody w 1912 były jego jedynymi igrzyskami olimpijskimi. Triumfował w drużynowym wieloboju (rozgrywanym w systemie europejskim).